# 埃里克·華多爾
埃里克·華多爾（Erik Watndal，1979年8月27日—）生於挪威奧斯陸，是一名挪威射擊運動員，主攻定向飛靶項目，曾獲得2018年世界射擊錦標賽男子定向飛靶亞軍。

## 外部連結
- ISSF （页面存档备份，存于）